# 宽苞十大功劳
宽苞十大功劳（学名：Mahonia eurybracteata）为小檗科十大功劳属下的一个种。

## 扩展阅读
- 維基物種上的相關：宽苞十大功劳